# Takako Katō
Takako Katō (加藤貴子?, Katō Takako; Yokohama, 12 aprile 1971) è un'ex cestista giapponese.
Ala-pivot di 180 cm, è stata chiamata dall'Isab Energy Priolo per sostituire Tania Seino.

## Carriera
Con il Giappone ha disputato i Giochi olimpici di Atlanta 1996 e tre edizioni dei Campionati del mondo (1990, 1994, 1998).